# Овербек, Карла
Карла Верден Овербек (англ. Carla Werden Overbeck; род. 9 мая 1968, Пасадина, Калифорния) — американская футболистка, защитник. Двукратная чемпионка мира (1991, 1999) и олимпийская чемпионка (1996) в составе национальной сборной.

## Карьера

### Клубная карьера
В футболе дебютировала в 1986 году, выступая за женскую футбольную команду своего университета «Норт Каролайна Тар Хилз».
В 1998 году стала выступать за взрослый футбольный клуб «Рали Уингс», а с 2001 года играла в составе команды «Каролайна Корэдж». Завершила профессиональную клубную карьеру в 2003 году.

### Карьера в сборной
В 1988 году дебютировала в официальных матчах в составе женской национальной сборной США по футболу.
В 1991 году вместе с командой завоевала золотую медаль на первом женском чемпионате мира по футболу в Китае, а в 1993 году стала капитаном национальной команды. На следующем чемпионате мира, проходившем в 1995 году в Швеции, команда завоевала бронзовые медали. В 1996 году вместе со сборной стала олимпийской чемпионкой, одержав победу в финале женского футбольного турнира. Три года спустя, в 1999 году, команда завоевала свой второй титул чемпиона мира на домашнем чемпионате. Овербек покинула сборную в 2000 году, после того как команда завоевала серебро на футбольном турнире летних Олимпийских игр в Сиднее.

### Тренерская карьера
С 1992 года Овербек работает помощником главного тренера женской футбольной команды Дьюкского университета.

## Личная жизнь
В 1990 году Овербек окончила Университет Северной Каролины в Чапел-Хилле по специальности психология. В конце 1999 года у неё диагностировали болезнь Грейвса.
У неё и её мужа Грега Овербека есть сын Джексон и дочь Карсон Элизабет.